# Bhalobaslei Ghor Bandha Jay Na
 (mai 2018).
Pour plus de détails, voir Fiche technique et Distribution.
Bhalobaslei Ghor Bandha Jay Na (ভালবাসলেই ঘর বাঁধা যায় না) est un film dramatique banglandais écrit et réalisé par Jakir Hossain Raju et sorti en 2010.
Il met en vedette les acteurs Shakib Khan, Apu Biswas and Rumana Khan. Le film est un succès commercial et reçoit de nombreuses récompenses.

## Fiche technique
- Titre : Bhalobaslei Ghor Bandha Jay Na
- Titre original : ভালবাসলেই ঘর বাঁধা যায় না
- Réalisation : Jakir Hossain Raju
- Scénario : Jakir Hossain Raju
- Musique : Sheikh Sadi Khan et Ali Akram Shuvo
- Photographie : M. H. Swapan
- Montage : Touhid Hossain Chowdhury
- Production : Israil Hossain et Mashiur Rahman Khokon
- Pays :  Bangladesh
- Genre : Drame, film musical et romance
- Durée : 152 minutes
- Dates de sortie : 
  -  Bangladesh : 14 mai 2010

## Distribution
- Shakib Khan : Surja Khan
- Apu Biswas : Aleya Alo
- Rumana : Ojanta
- Prabir Mitra : Latif
- Alka Sarkar : Saleha
- Kazi Hayat : M. Khan, le père de Surja
- Khaleda Aktar Kolpona : la mère de Surja
- Aliraj : Rokon Chowdhury, le père d'Ojanta
- Rehana Jolly : la mère d'Ojanta
- Afzal Sharif : Sohag
- Shahabuddin Komol : Shirsha Khan
- Arjumand Ara Bokul : la femme de Shirsha

## Bande-son
La bande-son de Bhalobaslei Ghor Bandha Jay Na est réalisée par Ali Akram Shuvo et composée par Sheikh Sadi Khan. En voici la liste des pistes :
| No | Titre             | Artist(s)                    | Durée |
| -- | ----------------- | ---------------------------- | ----- |
| 1. | Buker Bhitor      | S I Tutul & Nancy            |       |
| 2. | Bhalobashlei Ghor | Shammi Akhtar                |       |
| 3. | Krishno Hobo      | Reshad                       |       |
| 4. | Jodi Proshno Karo | Andrew Kishore & Kanok Chapa |       |
| 5. | Chintay Chintay   | Kanok Chapa                  |       |
| 6. | Buker Bhitor(Sad) | S. I. Tutul & Nancy          |       |

## Box office
Bhalobaslei Ghor Bandha Jay Na enregistre le deuxième plus gros box office de l'année 2010 au Bangladesh, après Number One Shakib Khan.

## Récompenses et distinctions
Bhalobaslei Ghor Bandha Jay Naobtient sept Prix national du cinéma (dont celui du meilleur acteur) et deux prix Meril Prothom Alo. Shakib Khan remporte son premier Prix national du cinéma pour son rôle dans ce film :
- Prix nationaux du cinéma - 2010[2],[3],[1]
  - Lauréat, meilleur acteur : Shakib Khan
  - Lauréat, meilleure actrice dans un second rôle : Rumana Khan
  - Lauréat, meilleur scénario & scénariste : Jakir Hossain Raju
  - Lauréat, meilleur chanteur de playback : S.I. Tutul pour Buker Bhitor
  - Lauréat, meilleure chanteuse de playback : Shammi Akhtar pour Bhalobaslei Ghor Bandha Jay Na
  - Lauréat, meilleur compositeur de musique : Sheikh Sadi Khan
- Prix Meril Prothom Alo - 2010
  - Lauréat, meilleur acteur : Shakib Khan
  - Nomination, meilleure actrice : Apu Biswas
  - Lauréat, meilleure actrice dans un second rôle : Rumana